# Snatcher
Snatcher (スナッチャー?, Sunacchā) è un videogioco di avventura prodotto dalla Konami commercializzato in Giappone per NEC PC-8801 e MSX 2 nel 1988. Nel 1994 è comparso anche su Sega CD/Mega CD. È il secondo gioco di Hideo Kojima. La storia è basata sull'avventura di Gillian Seed che è incaricato di indagare riguardo a dei robot chiamati appunto "Snatcher".

## Modalità di gioco
Snatcher è una visual novel con prospettiva in prima persona e permette al personaggio di interagire con l'ambiente. Tra le azioni si può scegliere fra "guardare", "investigare", "parlare", "domandare" e "muoversi". Potrete utilizzare Metal Gear (assistente robotico di Gillian) per comunicare con gli altri personaggi tramite un videotelefono o salvare i progressi in corso.

## Personaggi
- Gillian Seed: È il protagonista, ha perso i ricordi del suo passato ed entra a far parte della Junker all'inizio del gioco;
- Metal Gear Mk. II: È il robot navigatore di Gillian, fornirà un aiuto essenziale nel gioco;
- Jamie Seed: Ex moglie Gillian, che è stata trovata accanto a lui, senza alcun ricordo del suo passato;
- Katrina Gibson: Giovane figlia dell'agente Junker Jean Jack Gibson.

## Sviluppo
Nella versione europea del gioco sono state apportate numerose modifiche soprattutto per gli elementi sessuali presenti nel gioco. 
Snatcher è stato distribuito nel 1988 per i computer PC-8801 il 26 novembre e MSX2 il 13 dicembre. Le prime versioni sono state distribuite su floppy disk dove erano presenti solamente i testi privi di una voce narrante la quale venne sostituita con un effetto sonoro utilizzato per tutti i personaggi che parlavano.
L'edizione per MSX venne inclusa in una cartuccia che aveva la proprietà audio per abbinare la musica ed effetti sonori della versione PC-88, tuttavia la grafica aveva una qualità inferiore. Gli sviluppatori per via del poco tempo a loro disposizione per ultimare il titolo prima dell'uscita, sono stati costretti a troncare la storia alla fine del secondo atto, tralasciando il finale inizialmente previsto. Konami ha poi messo in commercio il 27 aprile 1990 uno spin-off intitolato SD Snatcher per MSX2, il quale è un GdR che mostra una versione alternativa della trama originale con il vero epilogo.
Venne creato anche un remake su CD-ROM per PC Engine nominato Snatcher CD-ROMantic (スナッチャー シーディーロマンティック?, Sunacchā Shīdīromantikku), uscito il 23 ottobre 1992. Questa riedizione, oltre ad offrire un netto miglioramento della grafica e della qualità audio, introduce anche il doppiaggio per alcuni punti chiave del gioco e l'aggiunta dell'Atto 3, cioè il finale originariamente ideato da Hideo Kojima per MSX e PC-88 ma che poi non venne incluso per via delle brevi tempistiche.
Konami ha preceduto l'uscita di Snatcher con un disco di anteprima (Pilot Disk) reso disponibile il 7 agosto dello stesso anno e che offriva una breve demo, un trailer, un database sui personaggi e sulle meccaniche di gioco ed il commento del giornalista di videogiochi Akira Yamashita (che aveva recensito precedentemente il titolo per la rivista Micom BASIC Magazine) assieme ad altri contenuti. Questa è anche l'ultima versione del gioco sviluppata dal team originale, di cui faceva parte lo stesso Hideo Kojima. 
Nel 1996 sono create due conversioni, una per PlayStation (il 12 febbraio) e l'altra per Sega Saturn (il 29 marzo). Entrambe sono caratterizzate da una grafica ricreata in 32-bit, un video introduttivo in computer grafica ed alcune piccole modifiche; la maggior parte di questi elementi sono stati ripresi dall'edizione per Sega Mega CD. Le scene violente sono state in parte censurate, i volti dei personaggi (quando dialogano) sono stati completamente ridisegnati e la colonna sonora è stata sostituita da una corrispettiva versione remixata.
Nel 2011, tramite il podcast via radio di Hideo Kojima, "Hideradio", sono stati trasmessi 7 episodi radio sceneggiati che fungono da prequel alla storia originale, scritti da Goichi Suda (Suda 51) e diretti da Shuyo Murata. Il titolo del progetto è SDATCHER (una parola macedonia formata da "Suda" e "Snatcher") e la trama ruota attorno a Jean-Jack Gibson, un agente della Junker che compare nel gioco. 
In seguito questi episodi sono stati pubblicati su CD il 14 dicembre dello stesso anno assieme alle tracce audio creata dal compositore Akira Yamaoka.